# Velius
Theodorus Velius (Hoorn, 10 januari 1572 – aldaar, 23 april 1630) was een bekende Nederlandse kroniekschrijver.
Velius werd geboren als Dirk Seylmaker, maar latiniseerde zijn naam later. Hij studeerde medicijnen en studeerde ook aan de universiteit van Padua. Hij speelde een belangrijke rol in het openbare leven van Hoorn. Zo werd hij in 1601 toegelaten tot de vroedschap van de stad. Ook schreef hij boeken, waarvan Chronijck van de Stadt van Hoorn (in 1604) het bekendst is. Velius is drie keer getrouwd geweest en kreeg vijf kinderen. 

## Trivia

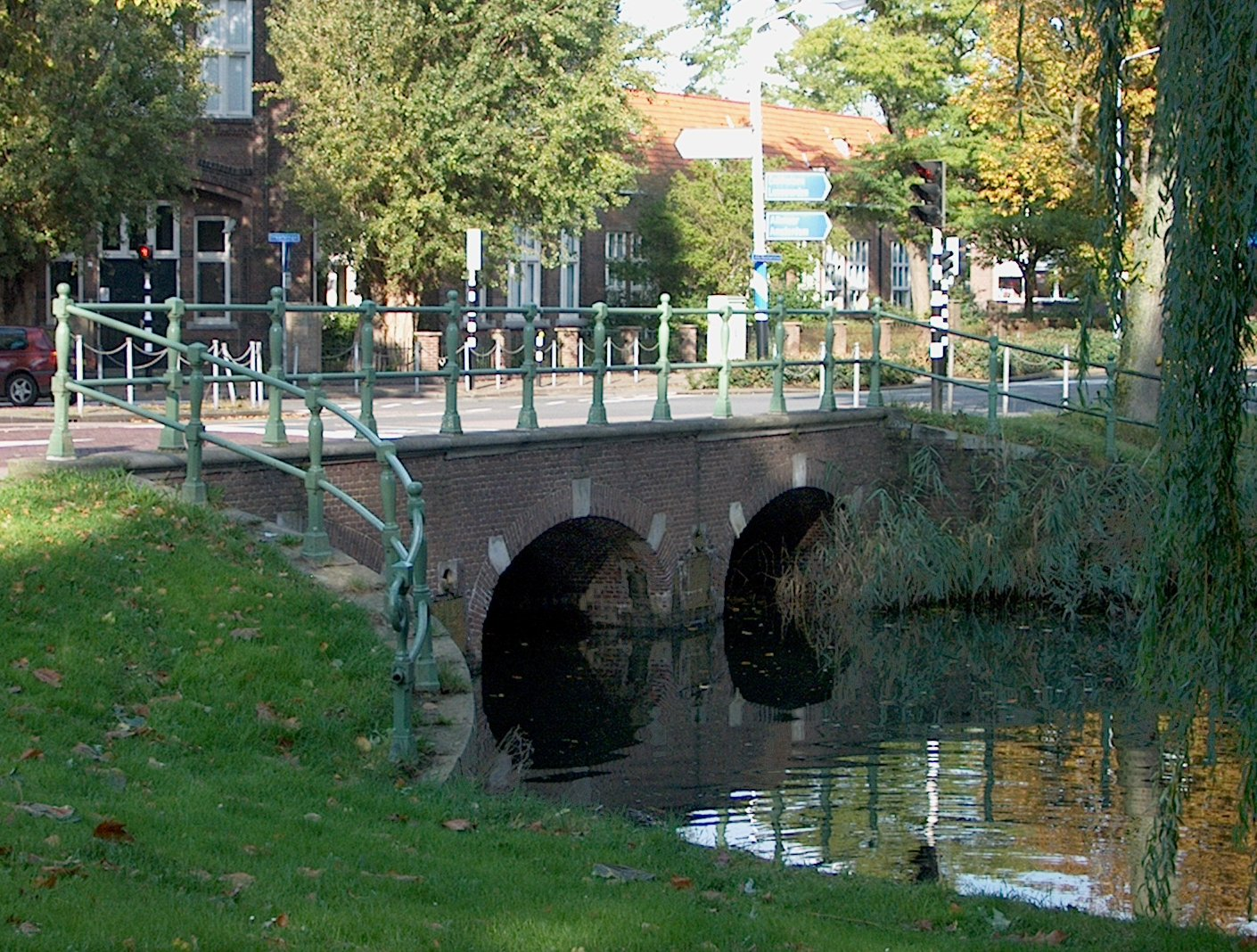
Veliusbrug

- In Hoorn is een brug naar hem vernoemd, namelijk de in 1910 gebouwde Veliusbrug, tussen de Pakhuisstraat en de Johan Messchaertstraat.
- Ook is in de jaren negentig een huisartsenpost naar Velius vernoemd, namelijk 'Velius' hoed', wat een afkorting is van (Velius' Huisartsen Onder Eén Dak),
- Op het Nieuwland (Hoorn) staat een beeld van Velius.